# Sindromul Aarskog–Scott
Sindromul Aarskog-Scott (AAS) este o boală rară moștenită ca legată de X și caracterizată prin statură mică, anomalii faciale, anomalii ale scheletului și genitale. Această afecțiune afectează în principal bărbații, deși femeile pot avea caracteristici ușoare ale sindromului.